# Strukturbiologie
Strukturbiologie ist ein Gebiet der biologischen Grundlagenforschung. Sie beschäftigt sich mit der molekularen Struktur von biologischen Makromolekülen, insbesondere Proteinen. Die Strukturbiologie ist ein wichtiges Teilgebiet und Grundlage der Biochemie und der Molekularbiologie.
Kristallstrukturanalyse, Kernspinresonanz und Elektronenmikroskopie sind die wichtigsten experimentellen Methoden, um die Raumstruktur biologischer Makromoleküle zu atomarer Auflösung zu bestimmen. Mit ihnen wird in der Regel die Struktur im gefalteten Zustand bestimmt. Insbesondere die Kernspinresonanz ist jedoch auch geeignet, um den Vorgang der Proteinfaltung zu untersuchen.
Auch computergestützte Methoden der Bioinformatik und der Molekülmodellierung sind für die Strukturbiologie von großer Bedeutung. Auf der Basis der Sequenzen von Proteinen oder RNA kann die Raumstruktur dieser Biomoleküle teilweise vorhergesagt werden. Weiterhin können Proteindynamik oder Wechselwirkungen zum Beispiel zwischen Proteinen oder mit Kleinmolekülen analysiert werden. Forscher können oft Aspekte der Struktur von integralen Membranproteinen auf der Grundlage der durch die Hydrophobie-Analyse vorhergesagten Membrantopologie ableiten.
Die Bezeichnung Strukturbiologie wurde von Donald Caspar (1927–2021) geprägt, als er 1958 am Boston Children’s Hospital ein Laboratory for Structural Biology einrichtete.

## Belege
1. ↑  Legendary Crystallographer Donald Caspar Dies At 94. He coined the term „structural biology“. Auf: the-scientist.com vom 7. Januar 2022.